# Megan Thee Stallion
Меган Джовон Рут Пит (род. 15 февраля 1995, Сан-Антонио), более известная под своим сценическим псевдонимом Megan Thee Stallion [ˈmɪgən ðiː ˈstælɪən], — американская рэперша, певица и автор песен. Стала популярной благодаря видео с её фристайлами в Instagram и других социальных сетях. С 2017 по 2020 года выпустила 3 мини-альбома — Make It Hot, Tina Snow и Suga, два последних вошли в чарт Billboard 200. В 2018 году подписала контракт с лейблом 300 Entertainment. Её первый полноформатный микстейп Fever был выпущен в 2019 году. В 2020 году её сингл «Savage» стал популярным в приложении TikTok и занял первое место в чарте Billboard Hot 100 после выхода ремикса с Бейонсе. Она получила две награды BET Hip Hop Awards, MTV Video Music Award и премию Billboard Women in Music.

## Ранняя жизнь
Меган Джовон Рут Пит родилась 15 февраля 1995 года в округе Бэр, штат Техас и выросла в районе Саут-Парк, Хьюстон. Её мать, Холли Томас, читала рэп под псевдонимом «Holly-Wood» и брала её с собой на сессии звукозаписи вместо того, чтобы отдать Пит в детский сад. Меган и её мать переехали в Пэрленд, когда ей было 14 лет.
Начала писать песни в 16 лет. Когда Меган сообщила матери о желании заниматься рэпом, Холли настояла, чтобы Пит подождала до исполнения двадцати одного года, чтобы начать полноценную рэп-карьеру. Также её мать заявила, что тексты Меган содержат слишком много сексуального подтекста для её юного возраста. Меган окончила Среднюю школу Пэрленда в 2013 году.
В 2013 году её клип (теперь Megan Thee Stallion) стал вирусным. Она собрала поклонников, опубликовав свои фристайлы в Instagram, когда училась в колледже. Она приняла сценическое имя «Megan Thee Stallion», потому что в подростковом возрасте её называли «stallion» (с англ. — «жеребец») из-за её роста и внешности.
Возобновила своё обучение в Техасском Южном университете в области управления здравоохранением, где она является студенткой третьего курса с 2019 года.
В своих песнях «Cocky AF» и «Freak Nasty» с её мини-альбома Tina Snow она упоминает о том, что она отчасти креолка. Она также упомянула об этом в Twitter 9 сентября 2017.

## Музыкальная карьера

### 2016—2017: Начало карьеры
В апреле 2016 года выпустила дебютный сингл «Like a Stallion», который был спродюсирован TA. В конце 2016 и в начале 2017 годов ею были выпущены микстейпы Rich Ratchet и Megan Mix соответственно.
В сентябре 2017 года выпустила свой дебютный мини-альбом Make It Hot.
В декабре 2017 года выпустила сингл «Stalli (Freestyle)», который является переработкой песни «Look at Me!» американского рэп-исполнителя XXXTentacion.

### 2018—2019:Tina SnowиFever
В начале 2018 года Megan Thee Stallion подписала контракт с 1501 Certified Entertainment, инди-лейблом в Хьюстоне, принадлежащий бывшему бейсболисту Карлу Кроуфорду. Она была первой девушкой-рэпером, подписавшей контракт с лейблом. Затем она выступила на SXSW в марте 2018 года.
В июне она выпустила мини-альбом под названием Tina Snow на лейбле 1501 Certified. Мини-альбом был назван в честь её альтер эго «Тины Сноу», которую она описала как «более грубую версию» самой себя. В интервью с Mic.com она заявила, что не боится говорить о сексуальности. Мини-альбом был положительно воспринят критиками. В ноябре 2018 года Megan Thee Stallion объявила, что подписала контракт с лейблом 300 Entertainment.

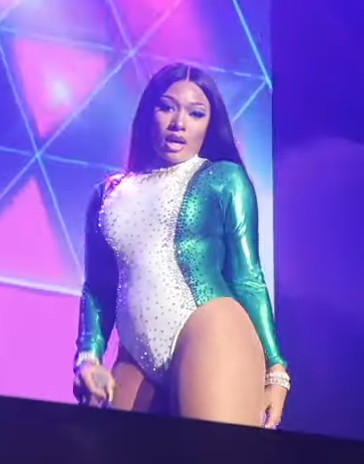
Megan Thee Stallion в Лагосе в октябре 2019

22 января 2019 года Меган выпустила «Big Ole Freak» в качестве второго сингла со своего мини-альбома Tina Snow, а также сняла видеоклип для этого трека. 15 апреля песня «Big Ole Freak» дебютировала под номером 99 и достигла высшей позиции под номером 65 в американском чарте Billboard Hot 100.
17 мая 2019 года Megan Thee Stallion выпустила свой второй микстейп Fever. Он получил положительные отзывы.
21 мая 2019 года Меган выпустила видеоклип для песни «Realer», который был вдохновлён блэксплотейшн-фильмами. 20 июня 2019 года она была объявлена одним из одиннадцати исполнителей, включённых в двенадцатое издание XXL «XXL Freshman». В июле 2019 года рэпер Chance the Rapper выпустил свой дебютный студийный альбом The Big Day, а Megan Thee Stallion участвовала на треке «Handsome».
9 августа 2019 года Megan Thee Stallion выпустила сингл «Hot Girl Summer» при участии американской рэперши Ники Минаж и рэпера Ty Dolla Sign. Песня достигла высшей позиции под номером 11 в чарте Billboard Hot 100, став первым хитом у Меган, попавшим в топ-20, и возглавила рейтинг Rolling Stone 100.
В сентябре Megan Thee Stallion подписала контракт с лейблом Roc Nation. В октябре она снялась в сериале ужасов «Hottieween», режиссёром которого была Тейяна Тейлор.

### 2020—2021:SugaиGood News
В январе 2020 года Megan Thee Stallion выпустила сингл «Diamonds» совместно с певицей Нормани для саундтрека к фильму «Хищные птицы». В том же месяце она выпустила сингл «B.I.T.C.H.». 13 февраля она появилась на вечернем шоу Джимми Фэллона, исполнив новый сингл. В марте она объявила, что её дебютный мини-альбом Suga был отложен из-за попытки пересмотреть контракт с лейблом 1501 Certified Entertainment. Она популяризировала хэштег «#FreeTheeStallion», чтобы повысить осведомлённость об этом вопросе, отметив, что «она не понимала некоторые из этих слов», когда подписывала контракт с лейблом.
6 марта 2020 Megan Thee Stallion выпустила мини-альбом Suga против воли лейбла 1501 Certified Entertainment. Мини-альбом получил положительные оценки и имеет оценку 77/100 на Metacritic. В том же месяце песня «Savage» с этого мини-альбома стала вирусной в приложении TikTok. 29 апреля 2020 года был выпущен ремикс на песню «Savage» при участии Бейонсе. Она стала первым хитом чарта Billboard Hot 100. Благодаря «Savage» продажи мини-альбома Suga увеличились, подняв его до седьмой позиции в Billboard 200. Часть вырученных средств от песни пошли в некоммерческую организацию «Bread of Life», которая оказывает помощь пострадавшим от COVID-19. 26 июня она выпустила сингл «Girls in the Hood».
Совместный с Карди Би сингл «WAP» стал вторым синглом певицы, занявшим первую строчку Billboard Hot 100, побив рекорд по стримам песни в США (93 миллиона) в первую неделю после релиза. Меган также стала глобальным амбассадором бренда Revlon в августе 2020 года. В сентябре 2020 года её номинировали на премию Billboard Music Award в категории «лучшая рэп-исполнительница». Через несколько дней журнал Time включил Меган в ежегодный список самых влиятельных людей мира. В данный список её включила американская актриса Тараджи Хенсон. Меган вместе с рэпером Дрейком поделила третье место в восьми номинациях премии BET Hip Hop Awards 2020, включая номинации «артист года», «песня года» и «альбом года». Она также была номинирована на премию People’s Choice Awards 2020 в категории «самый номинируемый музыкант», так как ранее была где-либо номинирована уже шесть раз. Также была номинирована на American Music Awards 2020 в той же категории.
В октябре 2020 года выпустила сингл «Don’t Stop» при участии Янг Тага и исполнила его на премьере 46 сезона шоу Saturday Night Live. В тот же вечер исполнила новую версию своего трека «Savage», в которой затронула тему расизма, поддержала движение Black Lives Matter и призвала защищать чернокожих женщин.
13 ноября 2020 года анонсирована релиз своего дебютного студийного альбома Good News, который вышел 20 ноября 2020 года. Альбом достиг 2-й позиции в альбомном чарте Billboard 200. В день выхода альбома вышел сингл «Body», который достиг 12 позиции в Billboard Hot 100. Ещё одним синглом с альбома стала совместная песня с DaBaby «Cry Baby», которая вышла в начале февраля 2021 года.
В середине января 2021 года вышел ремикс на песню «34+35» Арианы Гранде. В записи ремикса кроме Меган приняла участие Doja Cat. Вместе с Bobby Sessions Меган записала песню «I’m a King» для комедии «Поездка в Америку 2» с Эдди Мерфи. Участвовала в записи песни «Beautiful Mistakes» группы Maroon 5 (14-е место в Billboard Hot 100). В середине марта на 63-й церемонии «Грэмми» Меган получила четыре номинации и победила в трёх из них: «Лучший новый исполнитель», «Лучшее рэп-исполнение» и «Лучшая рэп-песня» (две последние награды за ремикс «Savage» при участии Бейонсе). 11 июня Меган выпустила новый сингл «Thot Shit», где высмеивала консервативных политиков, которые критиковали её.
Получила четыре награды на премии BET Awards 2021 и три на BET Hip Hop Awards 2021. В октябре появилась на треке DJ Snake «SG» вместе с Осуной и Лисой из Blackpink. 29 октября 2021 года Меган выпустила сборник с ранее не издававшимися песнями и фристайлами Something for Thee Hotties. Альбом дебютировал на пятой строчке альбомного чарта Billboard 200. В ноябре Меган была удостоена звания одной из женщин года по версии журнала Glamour. Взяла три награды на American Music Awards 2021. 11 декабря 2021 года Меган окончила Техасский Южный университет и получила диплом.

### 2022 — настоящее время:TraumazineиMegan
В январе 2022 года Меган совместно с ямайской дэнсхолл-исполнительницей Shenseea выпустила песню «Lick». 11 марта 2022 совместно с Дуа Липой выпустила сингл «Sweetest Pie» в качестве ведущего сингла с предстоящего второго студийного альбома. 27 марта Меган неожиданно появилась на 94-й церемонии премии «Оскар», где вместе с актёрами мультфильма «Энканто», Бекки Джи и Луисом Фонси исполнила песню «We Don’t Talk About Bruno». 22 апреля вышел сингл «Plan B», а 21 июля — «Pressurelicious», записанный с Фьючером. Второй студийный альбом певицы под названием Traumazine вышел 12 августа. 15 августа синглом вышла композиция «Her». Камео Megan Thee Stallion появилось в стартовавшем в августе сериале «Женщина-Халк: Адвокат» (эпизод «Народ против Эмиля Блонски»).
В 2023 году Меган появилась в музыкальном фильме Ларри Чарльза «Дикс: Мюзикл». 4 сентября Карди Би и Megan Thee Stallion анонсировали свой новый совместный сингл «Bongos». 27 октября Меган анонсировала свой новый сингл «Cobra», который вышел 2 ноября. Это был первый сингл из её предстоящего третьего студийного альбома. Также это её первый релиз на собственном лейбле Hot Girl Productions, после того как она ушла с 1501 Certified Entertainment.
В январе 2024 года Меган появилась в эпизодической роли в фильме «Дрянные девчонки», музыкальной адаптации «Дрянных девчонок» 2004 года. Совместно с Рене Рэпп она записала для фильма песню «Not My Fault». 26 января вышла песня «Hiss», второй сингл из будущего альбома. Композиция заняла первую строчку в чарте Billboard Hot 100, став её третьим хитом № 1 и первым сольным. 5 апреля вышла песня «Wanna Be», совместная работа Megan Thee Stallion и рэперши GloRilla. Позже 31 мая вышел ремикс этой песни, записанный с Карди Би. 10 мая вышел третий сингл «Boa». Выход же нового альбома под названием Megan состоялся 28 июня.

## Музыкальный стиль
Меган Пит известна своей уверенностью, чувственностью и откровенностью в текстах своих песен. Она показывает свою сексуальность в текстах, видео и живых выступлениях. В интервью Pitchfork она заявила: «Дело не просто в том, чтобы быть сексуальным, а в том, чтобы быть уверенным в себе, а я уверена в своей сексуальности».
Она упоминает Pimp C, Lil Kim, Biggie Smalls, Three 6 Mafia и Бейонсе как личностей, оказавших на неё самое большое влияние.

## Образы

### Альтер эго
В многочисленных интервью Меган Пит называла себя «Tina Snow». «Tina Snow» является одним из её альтер эго, а также названием её дебютного мини-альбома, Tina Snow. На это альтер эго повлиял псевдоним Pimp C, «Tony Snow», обладающий такой же уверенностью и таким же сексуальным доминированием.
В своём Instagram Megan Thee Stallion также называла себя «Thee Hood Tyra Banks», продвигая свою песню «Pull up Late» с её мини-альбома Make It Hot.

#### Hot Girl Meg
«Hot Girl Meg» — ещё одно альтер эго Меган Пит, которое описывается как воплощение беззаботной и общительной стороны Меган, которую она сравнивает со «студенткой колледжа, тусовщицей». Меган Пит заявила, что она представила «Hot Girl Meg» на своём микстейпе Fever.

#### Hot Girl Summer
Летом 2019 года фраза «Hot Girl Summer» стала вирусной в социальных сетях и породила интернет-мемы ещё до выхода одноимённой песни. Фраза «Hot Girl Summer» впервые появилась в Твиттере певицы 14 апреля 2018 года: «This abt to be a REAL HOT GIRL SUMMER» («Наступает лето горячей девушки»). Сама певица позже пояснила, что для неё эта фраза «о женщинах и мужчинах, которые беззастенчиво являются самими собой, просто отлично проводят время, вдохновляют своих друзей, являются собой». Впоследствии пользователи соцсетей стали выкладывать фотографии себя с использованием фразы «hot girl (или boy) summer». Меган Пит также зарегистрировала торговую марку «hot girl summer». Одноимённая песня была выпущена 9 августа 2019 года.

## Личная жизнь
Moneybagg Yo и Megan Thee Stallion недолго встречались в 2019 году, после чего расстались в октябре того же года.
15 июля 2020 года Megan Thee Stallion получила огнестрельные ранения. Ранее на новостном сайте TMZ сообщалось, что Меган повредила ногу о битое стекло, когда она была в машине с рэпером Tory Lanez и неизвестной женщиной; автомобиль был остановлен полицией, и Дейстар был арестован по обвинению в хранении огнестрельного оружия после обыска автомобиля. Позже Меган сообщила, что Tory Lanez стрелял в неё и что она «не сказала полиции этого сразу, потому что не хотела умирать».
В феврале 2021 года Меган подтвердила отношения с Pardison Fontaine.

## Дискография
Студийные альбомы
- Good News (2020)
- Traumazine (2022)
- Megan (2024)

## Фильмография
- 2020 — Хорошие девчонки / Good Girls — Оникс (эпизод «Nana»)
- 2022 — Долина соблазна / P-Valley — Тина Сноу (эпизод «Snow»)
- 2022 — Женщина-Халк: Адвокат / She-Hulk: Attorney at Law — играет себя (эпизод «The People vs. Emil Blonsky»)
- 2023 — Дикс: Мюзикл / Dicks: The Musical — Глория
- 2023 — Большой рот / Big Mouth — Меган (3 эпизода в 7 сезоне, озвучивание)
- 2024 — Дрянные девчонки / Mean Girls — играет себя

## Награды и номинации
| Награда                  | Год  | Кандидат/работа                                             | Категория                       | Результат | Прим.           |
| ------------------------ | ---- | ----------------------------------------------------------- | ------------------------------- | --------- | --------------- |
| BET Awards               | 2019 | Megan Thee Stallion                                         | Best Female Hip-Hop Artist      | Номинация | [ 124 ]         |
| BET Awards               | 2020 | Megan Thee Stallion                                         | Best Female Hip-Hop Artist      | Победа    | [ 125 ] [ 126 ] |
| BET Awards               | 2020 | Fever                                                       | Album of the Year               | Номинация | [ 125 ] [ 126 ] |
| BET Awards               | 2020 | «Hot Girl Summer» (при участии Nicki Minaj и Ty Dolla Sign) | Video of the Year               | Номинация | [ 125 ] [ 126 ] |
| BET Awards               | 2020 | «Hot Girl Summer» (при участии Nicki Minaj и Ty Dolla Sign) | Coca-Cola Viewers' Choice Award | Победа    | [ 125 ] [ 126 ] |
| BET Awards               | 2020 | «Hot Girl Summer» (при участии Nicki Minaj и Ty Dolla Sign) | Best Collaboration              | Номинация | [ 125 ] [ 126 ] |
| BET Hip Hop Awards       | 2019 | Megan Thee Stallion                                         | MVP of the Year                 | Номинация | [ 127 ]         |
| BET Hip Hop Awards       | 2019 | Megan Thee Stallion                                         | Hot Ticket Performer            | Победа    | [ 127 ]         |
| BET Hip Hop Awards       | 2019 | Megan Thee Stallion                                         | Best New Hip Hop Artist         | Номинация | [ 127 ]         |
| BET Hip Hop Awards       | 2019 | Fever                                                       | Best Mixtape                    | Победа    | [ 127 ]         |
| Billboard Women in Music | 2019 | Megan Thee Stallion                                         | Powerhouse Award                | Победа    | [ 128 ]         |
| MTV Video Music Awards   | 2019 | «Hot Girl Summer» (при участии Nicki Minaj и Ty Dolla Sign) | Best Power Anthem               | Победа    | [ 129 ]         |
| Soul Train Music Awards  | 2019 | «Cash Shit» (при участии DaBaby)                            | Rhythm & Bars Award             | Номинация | [ 130 ]         |
| Variety’s Hitmakers      | 2019 | Megan Thee Stallion                                         | Breakthrough Artist             | Победа    | [ 131 ]         |
| Libera Awards            | 2020 | «Suga»                                                      | Best R&B/Hip-Hop Album          | Ожидается | [ 132 ]         |
| Libera Awards            | 2020 | «Hot Girl Summer»                                           | Marketing Genius                | Ожидается | [ 132 ]         |